# 羅斯蘭鎮區 (內布拉斯加州亞當斯縣)
羅斯蘭鎮區（英語：Roseland Township）是位於美國內布拉斯加州亞當斯縣的一個行政鎮區。

## 地方資料
羅斯蘭鎮區的面積為93.04平方千米，皆為陸地。根據2020年美國人口普查的數據，當地共有人口431人，而人口密度為每平方千米4.63人。